# Seconda battaglia dell'Artois
La seconda battaglia dell'Artois (per i tedeschi Lorettoschlacht, dal nome dell'altopiano di Lorette) fu una battaglia del fronte occidentale della prima guerra mondiale, combattuta contemporaneamente alla seconda battaglia di Ypres.
Una parte di questa offensiva fu la battaglia del crinale di Aubers, condotta dalle forze inglesi.

## Svolgimento
Inizialmente pianificata per il 7 maggio, l'offensiva francese fu rinviata di due giorni per il maltempo. Dopo sei giorni di preparazione di artiglieria pesante e due di artiglieria da campagna la 10ª armata si gettò, la mattina del 9 maggio, all'attacco al crinale di Vimy (quota 140), su un fronte di 34 chilometri
Dopo meno di un'ora la linea tedesca cedette, centralmente, per un'estensione di sei chilometri e una profondità di tre o quattro; il XXXIII Corpo d'armata francese, comandato dal generale Pétain, fece oltre seimila prigionieri impadronendosi di venti cannoni e un centinaio di mitragliatrici.
I francesi non furono in grado tuttavia di approfittare del successo, sia per la lontananza delle truppe di riserva, sia perché l'azione venne frenata ai lati dalla resistenza tedesca; i britannici, schierati a nord di La Bassée, non fecero progressi. Dopo lo sbandamento iniziale i tedeschi concentrarono le riserve su quota 140 ricacciando gli attaccanti.
Il giorno 11 un nuovo attacco francese fallì sotto il fuoco fiancheggiante dell'artiglieria tedesca, postata a Carency, Souchez e Neuville-Saint-Vaast; il possesso di tali centri divenne quindi essenziale per proseguire nell'azione. I francesi si impadronirono di Carency il 12 maggio, di Ablain-Saint-Nazaire il 13, di Neuville il 9 giugno. Souchez venne incluso nei piani per un nuovo attacco, fissato per il 16 giugno alle 12.15.
Di nuovo le truppe francesi raggiunsero quota 140 ma ne furono ricacciate dopo alcuni giorni, data l'intensissima reazione dell'artiglieria e della fanteria tedesca.
Il giorno 24 il generale Foch, su impulso del comandante in capo Joffre, sospese le operazioni.